# Лисюк Антон Ігорович
Антон Ігорович Лисюк (нар. 26 лютого 1987, Бердичів, Житомирська область, УРСР) — український футболіст, півзахисник та нападник.

## Життєпис

### Ранні роки
Народився 26 лютого 1987 року в місті Бердичів (Житомирська область). Вихованець місцевого футболу, перший тренер — батько Анона, Ігор Леонідович Лисюк. У ДЮФЛУ з 2000 по 2002 рік виступав за РУФК (Київ) та житомирського «Полісся», зіграв 28 матчів та відзначився 8-а голами. У 16-річному віці пройшов тренувальні збори з казанським «Рубіном». На зборах провів вдалий поєдинок проти владикавказької «Аланії», після якого Антону запропонували контракт з казанським клубом. Протягом наступних півтора років виступав за другу команду казанців під керівництвом Сергія Стукашова, яка виступала в Першості Росії серед аматорських футбольних клубів. Залучався до тренувань з першою командою, але через відсутність російського громадянства в офіційних матчах за першу команду «Рубіна» не грав. Через відсутність ігрової практики залишив казанський клуб. Потім побував на перегляді в «Кубані», яку на той час очолював Павло Яковенка. Після цього перебував на контракті в клубі «Краснодар-2000», який під керівництвом Андрія Юдіна виступав у Другому дивізіоні Росії. Проте через відсутність російського громадянства не грав.

### «Ністру»
Потім повернувся до України, виступав за аматорський клуб ФК «Бердичів» у кубку Житомирської області. На одному з матчів цього турніру був присутній тодішній президент «Ністру» Василь Трагіра, який і запросив Лисюка до атакинського клубу. В молдовському клубі партнерами Лисюка по команді були Мамаді Сангаре, Колінс Нгаха, Денис Єршов, Антон Муховиков, Юрій Грошев, Денис Маринчук та Андрій Мацюра. Разом з командою дійшов до фіналу кубку Молдови, був також і в заявці команди на Кубок УЄФА, в якому команда з атак в серії післяматчевих пенальті поступилася угорському «Гонведу», проте в єврокубках на поле не виходив. Під час виступів за «Ністру» цікавилися Антоном тираспольський «Шериф» та харківський «Металіст», але президент атакинського клубу вирішив зберегти українця в своїй команді.

### ПФК «Олександрія» та «Арсенал»
На початку 2008 року знову повернувся до України, де прийняв запрошення Юрія Коваля та підписав контракт з ПФК «Олександрія». Дебютував у футболці «професіоналів» 18 березня 2008 року в пограному (0:1) виїному поєдинку 20-о туру Першої ліги проти київського ЦСКА. Антон вийшов на поле на 60-й хвилині, замінивши Андрія Прокопова (Кохтюка). Дебютним голом за олександрійську команду відзначився 4 травня 2008 року на 90-й хвилині програного (1:2) виїзного поєдинку 29-о туру Першої ліги проти київського «Динамо». Лисюк вийшов на поле на 39-й хвилині, замінивши Олега Мельника У складі «професіоналів» провів прекрасний сезон, допоміг команді завоювати бронзові нагороди першої ліги. проте з гравцем не стали продовжувати контракт. За припущенням самого футболіста, це сталося через те, що «в якийсь момент він [Коваль], напевно, побачив на моїй позиції іншого гравця». У складі «Олександрії» у Першій лізі зіграв 36 матчів та відзначився 2-а голами, ще 2 поєдинки провів у кубку України.
Маючи ще півроку контракту з олександрійцями й будучи не потрібним першій команді, напередодні старту сезону 2009/10 років відправився на перегляд до іншого першолігового колективу, білоцерківського «Арсеналу». Проте за результатами перегляду кандидатуру Антона спочатку відсіяли, але через деякий час все ж запросили до команди. Дебютував у складі «Арсеналу» 6 вересня 2009 року в програному (0:1) виїзному поєдинку 8-о туру Першої ліги проти бурштинського «Енергетика». Лисюк вийшов на поле в стартовому складі, а на 49-й хвилині його замінив Антон Крамар. Єдиним голом у складі білоцерківського колективу відзначився 19 вересня 2009 року на 28-й хвилині переможного (2:1) домашнього поєдинку 10-о туру Першої ліги проти київського «Динамо-2». Антон вийшов на поле в стартовому складі та відіграв увесь матч. Заради цього переходу погодився на зниження заробітної плати. В команді провів півроку. У складі «Арсеналу» в Першій лізі зіграв 8 матчів (1 гол).

### Кизилкум
Під час зимової перерви сезону 2009/10 років перейшов до узбецького «Кизилкума». Дебютував за команду з Зарафшона 13 березня 2010 року в програному (0:1) домашньому поєдинку першого туру Суперліги проти бекбадського «Металурга». Лисюк вийшов на поле в стартовому складі, а на 58-й хвилині його замінив Шералі Джураєв. Єдиним голом за «Кизилкум» відзначився 22 травня 2010 року на 23-й хвилині переможного (1:0) домашньому поєдинку 10-о туру Суперліги проти АГМК. Антон вийшов на поле в стартовому складі, а на 89-й хвилині його замінив Жасур Хасанов В Узбекистані став основним гравцем команди, за яку в місцевій Суперлізі зіграв 20 матчів та відзначився 1 голом. Також двічі зіграв проти «Буньодкора» під керівництвом Сколарі, а складі якого виступав зірковий Рівалдо. В останньому поєдинку за «Кизилкум» отримав серйозну травму, зламав ногу, через що знадобилася операція. Проходив тривалий період реабілітації.

### «Татран»
Після відновлення від травми підтримував форму в чемпіонаті Житомирської області в складі команди з рідного міста. Підписав контракт з ужгородською «Говерлою-Закарпаттям», проте в заявці клубу не сезон не був, тому віце-президент ужгородського клубу Олександр Шуфрич запропонував відправитися в оренду до сусідньої Словаччини, до клубу «Татран», головним тренером якого в той час був Сергій Ковалець. У новому клубі партнером Антона по команді був інший українець, Андрій Яковлєв. Дебютував за команду з Пряшева 17 березня 2012 року в програному (0:2) виїзному поєдинку 22-о туру словацької Суперліги проти братиславського «Слована». Лисюк вийшов на поле на 58-й хвилині, замінивши Петара Катона. Потім виступав під керівництвом Ангела Червенкова. У другій частині сезону 2011/12 років зіграв 10 матчів у Суперлізі, а в першій частині наступного сезону провів усього 1 поєдинок, втративши своє місце в складі. Під час зимової перерви залишив розташування словацького клубу.

### Вояж до Казахстану та повернення в Україну
У 2013 році перейшов до казахського «Кайсару». Дебютував за команду з Кизилорди 10 квітня 2013 року в програному (1:2) виїзному поєдинку 1-о етапу кубку Казахстану проти семейського «Спартака». Антон вийшов на поле в стартовому складі, а на 58-й хвилині його замінив Багдат Ісмаїлов. У першій лізі Казахстану дебютував за нову команду 26 квітня 2013 року в нічийному (1:1) домашньому поєдинку 6-о туру проти саранського «Гефеста». Антон вийшов на поле на 66-й хвилині, замінивши Серика Досманбетова. Однак гравцем стартового складу так і не став, загалом провів 3 поєдинки за «Кайсар» (2 — в Кубку країни, 1 — у Першій лізі).
Наприкінці жовтня 2013 року повернувся в Україну, де підсилив кіровоградську «Зірку». Дебютував за команду з обласного центра 25 жовтня 2013 року в програному (1:2) виїзному поєдинку 16-о туру Першої ліги проти МФК «Миколаїв». Антон вийшов на поле на 56-й хвилині, замінивши Вадима Гонщика. У складі «Зірки» зіграв 4 поєдинки в Першій лізі. У грудні 2013 року залишив кіровоградський клуб.
Після цього виступав в обласних чемпіонатах за клуби «Шляховик» (Погребище), «Полісся» (Городниця), «Поділля» (Кирнасівка), «15 Громада» (Руданське) та «Патріот» (Кукавка).

## Досягнення
- Національний дивізіон Молдови
  -  Бронзовий призер (1): 2006/07
- Перша ліга чемпіонату України
  -  Бронзовий призер (1): 2008/09